# BOBI
BOBI（ボビイ、1965年3月1日 - ）は、東京都出身の日本の演出家、劇団EXILE演技講師、構成作家、舞台監督、俳優である。カロスエンターテイメントに所属する。
- 2017年所属していた事務所を退社しカロスエンターテイメントに所属[1]。
- AbemaTVで自身の番組を持ち即興生放送『BOBIの即劇Night』にゲストを迎えて出演中である。

## 人物・略歴
3年間のニューヨークに滞在中に演技学校「HB Studio」で役者に目覚めた。庭師、営業マン、宝石鑑定士、芸能マネージャーなどの職業を経て、本格的に役者の修行を始めた。奈良橋陽子にメソード演技を学び、岡田正子にベラ・レーヌ・システムを学んだ。再び渡米して研鑽をしたのち、1998年に「即興演劇集団FREECRUZ」を旗揚げし、企画・構成・演出を行う。
- 趣味はデッサン・映画鑑賞・読書・入浴
- 特技はサーフィン・ギター・ダンス・空手

免許･資格は「米国宝石学会公認宝石鑑別鑑定士」

## 演出
- UPS『シアタースポーツ（即興演劇）』公演に継続的参加。（シアターV赤坂、博品館劇場等）
- 1『ＳＵＮＤＡＹ ＮＩＧＨＴ ＩＭＰＲＯ』　即興演劇　（ニューヨーク）
- ＢＡＹ ＡＲＥＡ ＴＨＥＡＴＲＥＳＰＯＲＴＳ『ＭＩＣＥＴＲＯ』　即興演劇　（サンフランシスコ）
- 2000年	FREECRUZ第20回公演　大阪・東京W公演『ＩＭＡＧＩＮＡＴＩＯＮ』 （ウイングフィールド／欽こん館）
- 即興一人舞台『ＭＯＮＯ』　構成・演出・主演　（欽こん館）
- FREECRUZ第21回公演『大売出し』　作・演出・主演 （キッド・アイラック･ホール）
- FREECRUZ第22回公演『アナザー・パレット』 構成・演出・出演　（銀座小劇場）
- 2001年	FREECRUZ第23回公演『カワニナ』　作・演出・出演 （銀座小劇場）
- 『デジレ』 作：サッシャ・ギトリー 演出：岡田正子 主演：鰐淵晴子 （シアタートラム）
- FREECRUZ第24回公演『三界』　構成・演出・出演　（劇場ＭＯＭＯ）
- 2002年	FREECRUZ第25回公演『カワニナ』　作・演出・主演 （青山円形劇場）
- 2003年	FREECRUZ第26回公演『∞ ｉｎｆｉｎｉｔｏ』　構成・演出・出演　（銀座小劇場）
- 『弱法師』 作：三島由紀夫 （シアター･バビロンの流れのほとりにて）
- FREECRUZ番外公演『ＴｈａｎＸ！』　構成・演出・出演　（六本木シパンゴ）
- 2004年	FREECRUZ第27回公演『おとり大捜査線』　構成・演出・出演　（欽こん館）
- 一人芝居『ひとり蒲田行進曲』　作・演出・主演　（欽こん館）
- 『アクアリウム』 作・演出：雑賀俊郎 （しもきた空間リバティ）
- 遊行舎『中世悪党傳』 作：寺山修司 演出：白石征　（シアターＸ，遊行寺）
- FREECRUZ第28回公演『flame』　構成・演出・出演　（シアターブラッツ）
- 2005年	東京ロックンパラダイス『堅気の高木』　演出・出演：布施博　（シアターブラッツ）
- FREECRUZ第29回公演『ＴＯＷ　闘』　構成・演出・出演　（シアターブラッツ）
- FREECRUZ追加公演『ＴＯＷ　闘』　構成・演出・出演　（シアターブラッツ）
- FREECRUZ第30回公演『夢』　構成・演出・出演　（シアターブラッツ）
- 2006年	FREECRUZ第31回公演『時』　構成・演出・出演　（青山円形劇場）
- 歌即興ライブ『BOBI×MOMO』　構成・演出・主演　（恵比寿天窓switch）
- FREECRUZ第32回公演『逢』　構成・演出・出演　（シアターブラッツ）
- FREECRUZ第33回公演『集』　構成・演出・出演　（シアターブラッツ）
- 2007年	FREECRUZ『100円ライブ』　構成・演出・出演　連続30週開催　（六本木ＫＥＭＵＳＨＩ）
- FREECRUZ第34回公演『O maru』　構成・演出・出演　（青山円形劇場提携公演）
- 歌即興ライブ『BOBI×MOMO』vol.2　構成・演出・主演　（西荻窪奇聞屋）
- 歌即興ライブ『BOBI×MOMO』vol.3　構成・演出・主演　（恵比寿天窓switch）
- 歌即興ライブ『BOBI×MOMO』vol.4　構成・演出・主演　（恵比寿天窓switch）
- 歌即興ライブ『BOBI×MOMO』vol.5　構成・演出・主演　（恵比寿天窓switch）
- UPS『waiting for the sun　～天気待ち～』作･演出：奈良橋陽子　(東京芸術劇場)
- 2008年	FREECRUZ第35回公演『１ ichi』 構成・演出・出演　（青山円形劇場）
- 歌即興ライブ『BOBI×MOMO』vol.6　構成・演出・主演　（恵比寿天窓switch）
- 歌即興ライブ『BOBI×MOMO』vol.7　構成・演出・主演　（恵比寿天窓switch）
- 『お笑い浅草21世紀』　漫才で出演　（浅草木馬亭）
- 磨心頑公演『モンスタールーム』　作・演出：井上誠吾　主演：春田純一（テアトルラポー）
- 2009年	FREECRUZ第36回公演『今』　構成・演出・出演　（ウッディーシアター中目黒）
- FREECRUZ第37回公演『裸　La』　構成・演出・出演　（青山円形劇場）
- 2010年	SOUL Freedom　『10周年記念公演』　（多摩市民館大ホール）
- 即興演劇『瞬血双骨』　構成・演出・出演　（J-POP CAFÉ）
- 2011年	日本演出者協会主催　朗読劇『臨界幻想』　作：ふじたあさや　演出：大杉良　（笹塚ファクトリー）
- 2012年	インプロ・フェスティバル　『i-FES』　（下北沢駅前劇場）
- ミントシアター　『MINT＋』　作：飯田ゆかり　演出：大杉良　（IWATO劇場）
- Scarecrows 16 『雨』　作：井上ひさし　演出：上田ボッコ　（萬劇場）
- 2013年	シアターΧ名作劇場第36回　『天井裏の散歩者』　作：瀬戸英一　演出：川和孝　（シアターΧ）
- ミントシアター　朗読劇『お話トライフル』　作：飯田ゆかり　演出：大杉良　（コレドシアター）
- ミントシアター　『おやすみクリーミー』　作：飯田ゆかり　演出：大杉良　（SPACE雑遊）
- 2014年	FREECRUZ第38回公演 『The BRAIN』　構成・演出・主演　（青山円形劇場）
- フランス演劇クレアシオン　『Vol.2037』　作：ジャン・P・アレーグル　演出：岡田正子　（シアターΧ）
- 秋カフェ 『ジェラシー』　東京オレンジ「オレンジ色の憎いやつ」　(東中野RAFT)
- 朗読劇『ちいちゃんのかげおくり』　（Ustream配信）
- FREECRUZ第39回公演　『派遣マスカレード』　作・演出・出演　（高田馬場ラビネスト）
- FREECRUZ＋ミントシアター『FREEMINT』　コント公演　作・演出：飯田ゆかり　（池袋Cest）
- 2015年	朗読☆ラボ　『ラブレター』　主演　（赤坂区民ホール）
- FREECRUZ第40 回公演　『即劇マスカレード』　作・演出・出演　（笹塚ファクトリー）
- スタジオDDF公演　『THE MOVIE』　MC　（葛西区民館ホール）
- 朗読劇『ちいちゃんのかげおくり』　（Ustream配信）
- 池袋演劇祭参加作品　Outside公演　『今日はこのくらい』　（てあとるらぽう）
- FREECRUZ　第41回公演　『星屑マスカレード』　作・演出・出演　（新宿シアターモリエール）
- 一人即興公演　『THE BOBI』　（奇聞屋）
- 2016年	一人即興公演　『THE BOBI vol.2』　（奇聞屋）
- R-1グランプリ2回戦出場
- 一人即興公演　『THE BOBI vol.3』　（奇聞屋）
- 東京インプロフェスティバル　『みんぐるみんぐる』

### 演技講師
- 劇団EXILE（即興演劇指導・演出、2013年 - 2016年）

## 出演

### テレビドラマ
- 音楽みらい伝説
- たけしの誰でもピカソ(2000年)
- 土曜ワイド劇場・おとり捜査官・北見志穂 6(2004年) 石井修役
- 土曜ワイド劇場・おとり捜査官・北見志穂 ＳＰ刑事役　監督：長谷部安春
- 土曜ワイド劇場・おとり捜査官・北見志穂9(2005年) 増島刑事役　監督：長谷部安春
- おかわり飯蔵 ９、１３話　司会者役
- こんにちは　いっと６けん(2007年)
- 2016年	FRESH! By AbemaTV　『BOBIの即劇Night』　毎週月曜日放送中

### 映画
- 「ＲＡＮＢＵ」（ゆうばり国際ファンタスティック映画祭参加作品）五郎丸役 (2004年)
- 「親父のつくった野菜炒め」 主演(2007年)
- 「Waiting for The Sun ～天気待ち～」(2008年)
- 「ムルと子犬」　生アテレコ出演 (2009年)
- 「PRESERVED LOVE」  主演  監督：中根克
- 「空飛ぶニコ」 東京国際映画祭上映作品  (2013年)

### ナレーション
- 『ＺＡＰ ＳＰＥＥＤ』
- クラブ・セブン

### ラジオ
- おはようラジオ　ゲスト出演
- 『いつもふたりで』ゲスト出演(2006年)

### Vシネマ
- 新麻雀放浪記2　(1999年)阿部役
- 新麻雀放浪記5 (2001年)刑事役

### イベント・音楽イベント
- 『東京土建第西部書記長交流会』 (オペラシティータワー・東天紅)
- 2000年	高円寺あずま通り商店街祭り
- 学校公演 大阪府東大阪市・玉川中学校
- 2001年	高円寺あずま通り商店街祭り
- 2003年	品川クラシック音楽協会『オペラセレクション』 ＭＣ
- 三重県津市『つ祭り』　よさこい（BODYPUMP専属ＭＣ）
- 2004年	ヤマハ音楽教室「２００４春の発表会」
- 品川クラシック音楽協会『シネマセレクション」 ＭＣ
- 三重県津市『つ祭り』　よさこい（BODYPUMP専属ＭＣ）　大賞受賞
- 2005年	2005年 後楽園ラ・クーアにてゲストライブ出演
- 『Triple Rock LIVE』　(下北沢CAVE-BE)
- 『北信濃小布施映画祭』　ゲスト招待出演
- 『X’mas LIVE』　(下北沢CAVE-BE)
- 『ワーズワース10周年音楽祭』 (広島クラブクアトロ)
- 『JOIN LIVE』 (渋谷J-POP CAFÉ)
- 『ありがとうコンサート～いつもいっしょに』自閉*症児童との二人芝居（佐倉市民音楽ホール）
- 『PLAY LAND』　(渋谷チェルシーホテル)